# Musa Otieno
Musa Otieno (Nairobi, Kenia; 29 de diciembre de 1973) es un exfutbolista de Kenia que jugaba en la posición de defensa y centrocampista; y que actualmente es entrenador adjunto de la selección de Kenia.

## Carrera

### Club
| Periodo   | Club                            |
| --------- | ------------------------------- |
| 1992–1994 | AFC Leopards                    |
| 1995–1997 | Tusker FC                       |
| 1997–2011 | Santos Cape Town                |
| 2008      | → Cleveland City Stars (cedido) |

### Selección nacional
Disputó su primer partido en 1993 ante Zaire a los 19 años y formó parte de la selección que participó en la Copa Africana de Naciones 2004 celebrada en Túnez. Disputó 90 partidos y anotó nueve goles,. siendo el jugador con más partidos con la selección nacional.

## Logros
- Liga keniata de fútbol

1992, 1996
- Copa de Kenia

1994
- Bob Save Super Bowl: 1

2001
- BP Top 8: 1

2002

## Vida personal
Otieno actualmente es dueño y dirige una fundación comunitaria en su país llamada Musa Otieno Foundation.